# Anopsicus joyoa
Anopsicus joyoa is een spinnensoort uit de familie trilspinnen (Pholcidae). De soort komt voor in Honduras. 